# Schulamit Levenberg

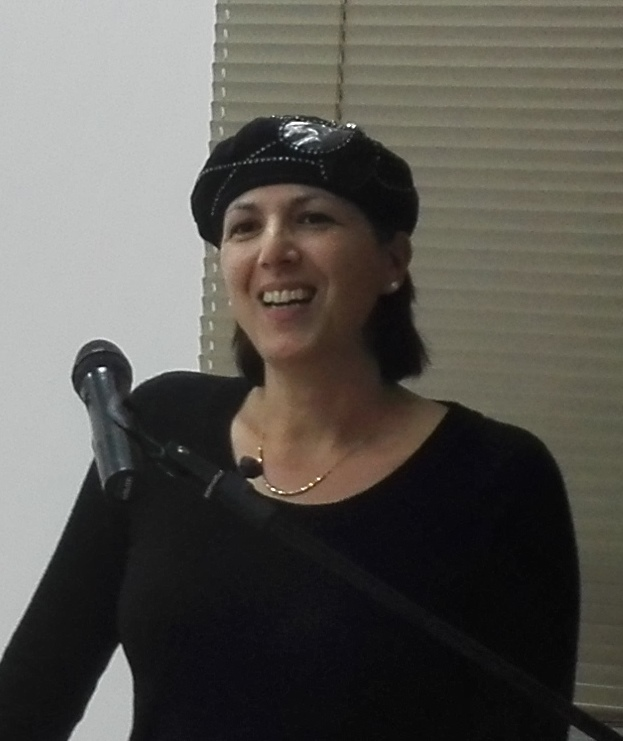
Shulamit Levenberg, 2018

Schulamit Levenberg (hebräisch שולמית לבנברג; * 1969) ist eine israelische Biologin und Hochschullehrerin. Sie ist Professorin an dem Technion in Haifa und Leiterin des 3-D Bio-Printing Center for Cell and Biomaterials Printing am Technion.

## Leben und Werk

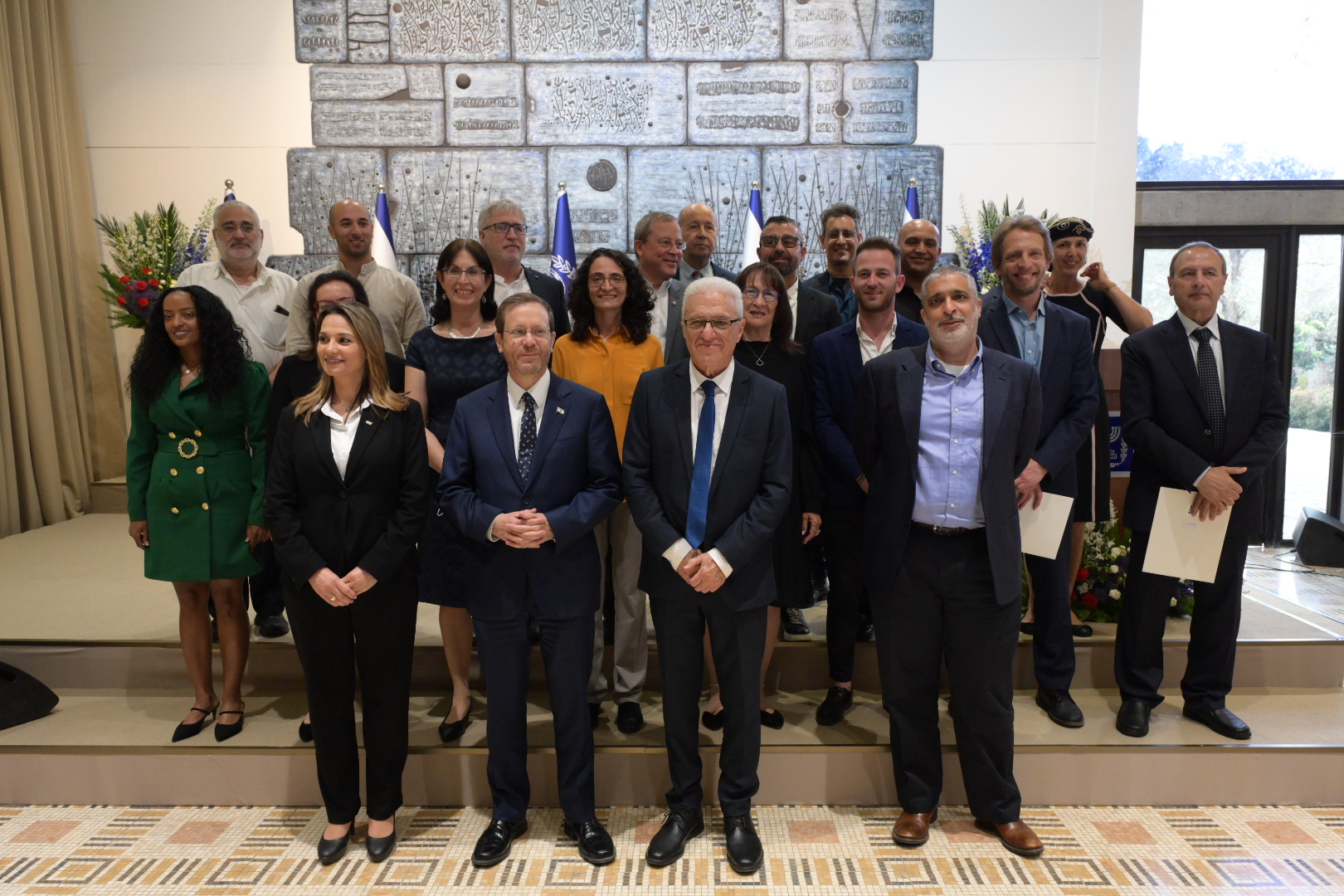
Der israelische Präsident Isaac Herzog und seine Frau Michal Herzog mit dem Rat für Hochschulbildung in Israel am 5. April 2022. Shulamit Levenberg hintere Reihe rechts

Levenberg studierte an der Hebräischen Universität Jerusalem, wo sie 1992 einen Bachelor of Science an der Faculty of Life Sciences erhielt. Sie promovierte 1999 in Zell- und Molekularbiologie bei Benjamin Geiger am Weizmann-Institut für Wissenschaften. Anschließend forschte sie bis 2004 bei Robert Langer am Massachusetts Institute of Technology im Department of Chemical Engineering. Danach war sie bis 2009 als Senior Lecturer, dann bis 2014 als Associate Professor und ab 2017 als Professorin an der Technion Faculty of Biomedical Engineering tätig. Von 2011 bis 2012 forschte sie als Gastprofessorin an der Harvard University. Seit 2017 ist sie auch Chief Scientific Advisor bei Aleph Farms und seit 2018 bei dem MedTech-Unternehmen Nanosynex.
Levenberg ist verheiratet und hat 6 Kinder.

## Forschung zu Stammzellen und Tissue Engineering
Levenberg betreibt interdisziplinäre Forschung zu Stammzellen und Tissue Engineering. Ihre Forschung zeigte, dass es möglich ist, komplexe Gewebe, einschließlich Blutgefäße, in einem Labor herzustellen, und dass sich diese Gewebekonstrukte bei der Implantation in den Wirt integrieren können. Sie entwickelt Mikrobioreaktoren und Nanoliter-Tröpfchengeräte für das Wachstum und die Manipulation von Stammzellen.
Die Einschränkung bei der Entwicklung von künstlichen Geweben bildet derzeit die Fähigkeit dieser Gewebe, dass diese vom Körper absorbiert werden. Da der Prozess des Eindringens von Blutgefäßen in das transplantierte Gewebe nicht schnell genug ist, kann das Gewebe aufgrund mangelnder Blutversorgung absterben. Levenbergs Forschung beschäftigte sich damit, künstliches Gewebe zu entwickeln, in dem sich eine Reihe von Blutgefäßen befindet, um die Absorption des Implantats zu fördern. Die Bildung von Blutgefäßen innerhalb des Gewebes trägt dazu bei, das Leben des Gewebes während seines Wachstums zu erhalten, seine geordnete Entwicklung herbeizuführen und das rasche Anziehen weiterer Blutgefäße nach seiner Transplantation zu ermöglichen.
Ihre Entdeckungen umfassen die In-vitro-Vaskulogenese von künstlich hergestelltem Gewebe, bei der die künstlich hergestellten Gefäße nach der Implantation mit dem Gefäßsystem des Wirts anastomosieren, wodurch das Überleben und die Perfusion der künstlich hergestellten Transplantate verbessert werden.
Levenberg entwickelte als erste vaskularisierte Gewebelappen und neuartige Rekonstruktionstechniken unter Verwendung künstlich hergestellter Gewebekonstrukte. Ihre Pionierarbeit demonstrierte die Wirkung von Gerüststeifigkeit und Zugkräften auf die frühe Differenzierung und Organisation von Stammzellen in 3D-Konstrukten und auf die Ausrichtung von Gefäßnetzwerken in künstlichen Geweben. Vor kurzem entwickelte sie einzigartige aus Stammzellen hergestellte Gewebekonstrukte, die die Regeneration und Reparatur von verletztem Rückenmark induzieren.

## Produktentwicklung eines schlachtfreien Fleisches
Levenberg war 2017 Mitgründerin des Startups Aleph Farms Ltd., zusammen mit dem Foodtech-Inkubator The Kitchen, einem Teil der Strauss Group Ltd. Ende 2018 kreierte das Startup das weltweit erste zellbasierte Steak und im Herbst 2019 druckte es erfolgreich auf der Internationalen Raumstation ISS 3D gedrucktes Fleisch. Das Experiment zum Bioprinting von Fleisch im Weltraum bestand aus dem Drucken eines kleinen Muskelgewebes mit der Bioprinting-Technologie von 3D Bioprinting Solutions.
Diese Technologie von Aleph Farms nutzt die Fähigkeit von Tieren, dass deren Gewebemuskeln ständig wachsen. Das Unternehmen entdeckte einen Weg, die für diesen Prozess verantwortlichen Zellen zu isolieren und sie außerhalb des Tieres zu züchten, um das gleiche für Steaks typische Muskelgewebe zu bilden. Dadurch kann das Startup echte Fleischstücke aus Kuhzellen herstellen, mit der gleichen Optik und Haptik und fast dem gleichen Geschmack, aber ohne Tiere zu töten und ohne den Einsatz von Antibiotika.

## Auszeichnungen (Auswahl)
- 2006: Krill-Preis, Wolf Foundation[6]
- 2006: Ausgewählt in die Liste der 50 Top Scientists von Scientific American[7]
- 2008: Zusammen mit drei anderen Wissenschaftlern erhielt sie eine Auszeichnung bei einer Zeremonie im Elysée-Palast und im Hauptsitz der UNESCO[8]
- 2014: Ausgewählt von der Zeitung Globes als eine der fünfzig einflussreichsten Frauen in Israel
- 2018: Rappaport Award for Biomedical Research
- 2019: Bruno Award
- 2021: Distinction Medal of Distinction, Peres Center in Israel
- 2021: Ausgewählt in die Liste der 50 einflussreichsten Frauen Israels 2021 in globesnews[9]
- 2022: Shimon Peres Lifetime award, ILAN (Israel Latin America Network)[10]

## Veröffentlichungen (Auswahl)
- mit Tom Ben-Arye: Tissue Engineering for Clean Meat Production. Frontiers in Sustainable Food Systems, Juni 2019.[11]
- mit I. Ianovici, Y. Zagury, I. Redenski N. Lavon: 3D-printable plant protein-enriched scaffolds for cultivated meat development. Biomaterials, 2022, 284.